# Пашман

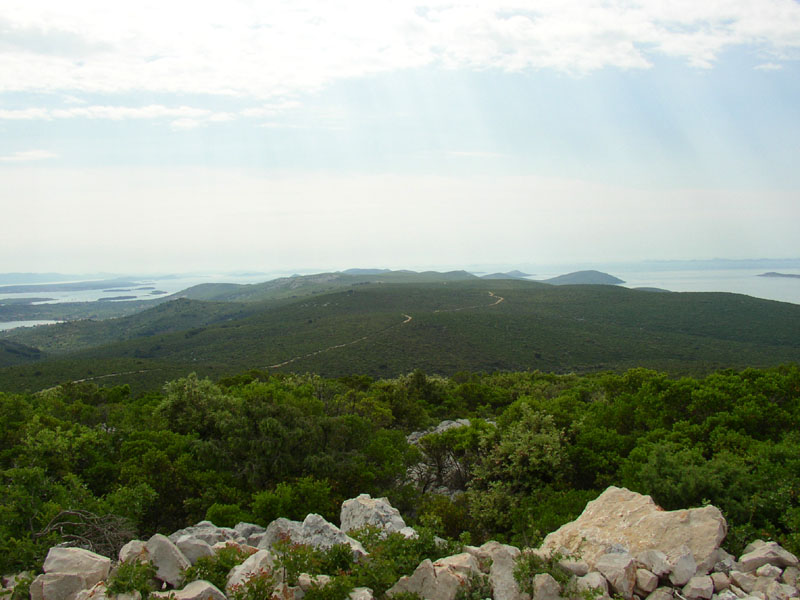
Пашман - південна сторона

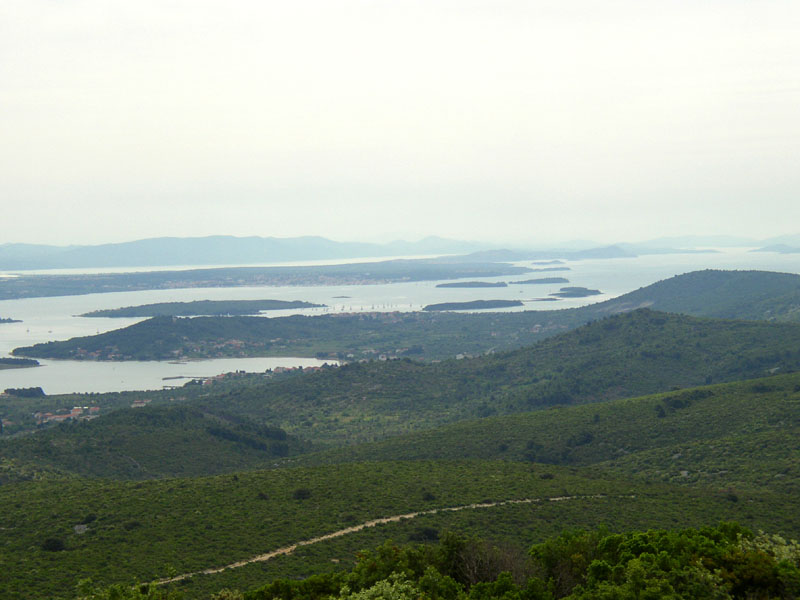
Пашман - вид з гори Боколь

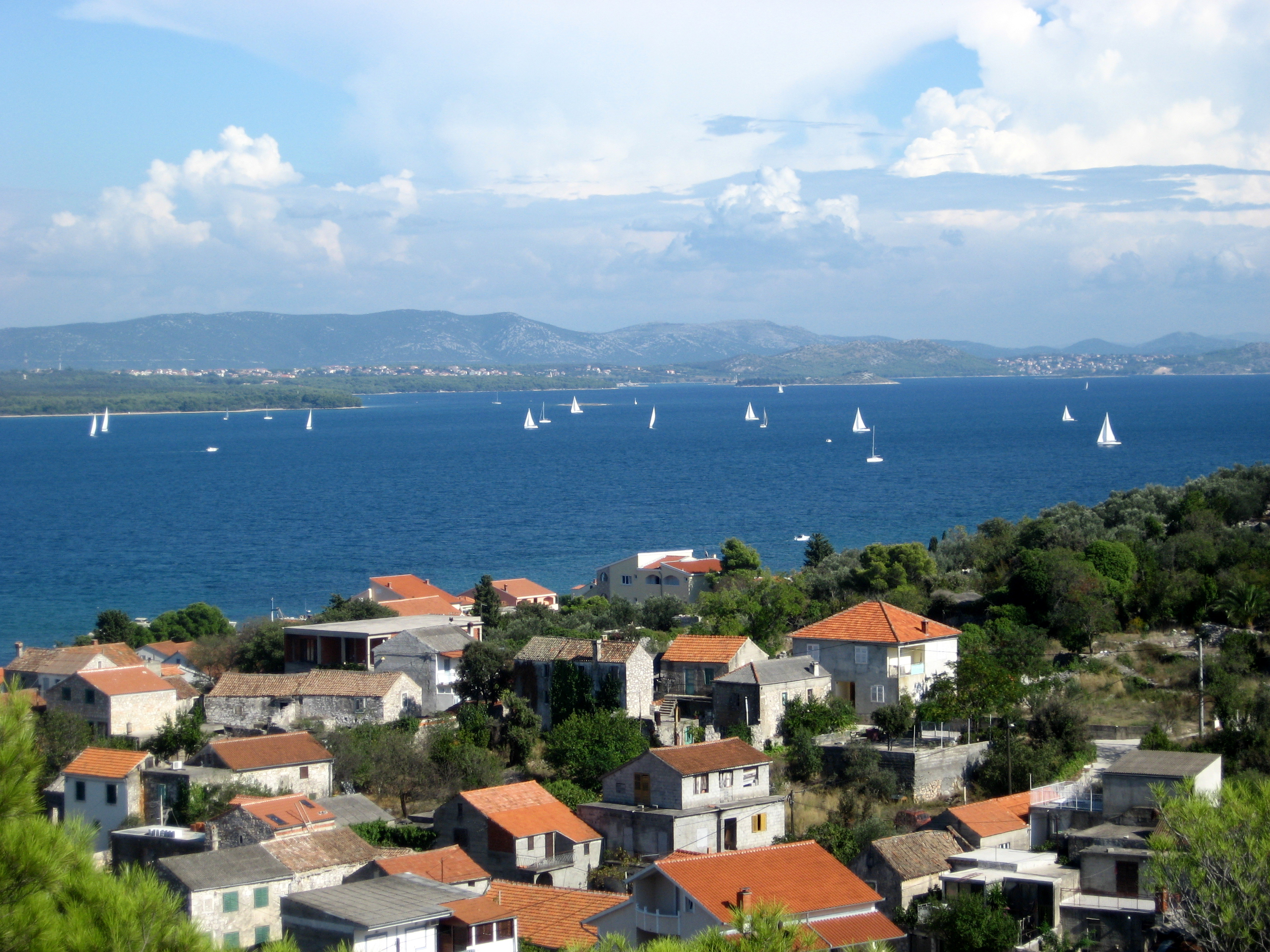
Вид на село Ткон і Пашманський канал

Пашман (хорв. Pašman) — острів в центральній частині Хорватії, біля далматинського узбережжя на південь від Задара.
Площа острова — 63,34 км ², довжина берегової лінії — 65,3 км, найвища точка — 272 м над рівнем моря. Населення — 2 711 чоловік (2001).
Острів Пашман відділений від материка Пашманським каналом, ширина якого становить 2-3 кілометри, а довжина — понад 20. У його акваторії безліч дрібних і мальовничих острівців. Напрямок морських течій у Пашманському каналі змінюється кожні шість годин, що робить воду протоки дуже чистою і прозорою. Канал популярний у яхтсменів і любителів віндсерфінгу.
Від острова Углян Пашман відокремлений вузькою протокою Ждрелац. За старих часів вона була настільки мілкою, що її можна було перейти пішки. В 1883 р. протоку поглибили і зробили доступною для проходу невеликих суден, а в 1973 р. через неї перекинули автомобільний міст, з'єднавши таким чином Углян і Пашман. На захід від острова лежать Дугі-Оток та Корнати.
Пашман зв'язаний регулярними поромними переправами з материковими містами Задар і Біоград-на-Мору.
Мешканці острова живуть в 11 селах, найбільші — Ткон і Пашман, міст на острові немає.
Пашман — один з найзеленіших островів Адріатики. Ліси, соснові гаї та виноградники роблять пейзажі острова дуже мальовничими.
На острові Пашмані в селі Ткон народився хорватський генерал Анте Готовіна, засуджений Міжнародним трибуналом щодо колишньої Югославії до 24 років тюремного ув'язнення за військові злочини.

## Інше
У Пашманському каналі знаходиться острів Галешняк, який став відомим в лютому 2009 року, коли незадовго до дня Св. Валентина користувачі програми Google Earth виявили, що за формою він нагадує символ серця.